# Бунец
Бунец (рум. Buneți) — село[уточнить] в составе коммуны Тогатин сектора Чеканы муниципия Кишинёв. Расположено в 5 км к востоку от села Ставчены и в 5 км к северо-западу от села Тогатин. Кроме села Бунец в коммуну также входят сёла Тогатин и Келтуитор.
Основано в 1901 году русскими и украинскими переселенцами. В годы советской власти Бунец был признан «неперспективным» и поэтому в нём запрещалось строительство домов (если в 1969 году в селе проживало 237 человек, то в 1984 всего 83). В настоящее время запрет на строительство снят, строятся дома, реконструируются старые. Село не подключено к газовой системе, хотя через него проходит Кишиневский газопровод. В 2011—2012 годах был проложен водопровод.
Восточная и южная часть села засажена виноградниками.